# Pachydelphus coiffaiti
Pachydelphus coiffaiti is een spinnensoort in de taxonomische indeling van de hangmatspinnen (Linyphiidae).
Het dier behoort tot het geslacht Pachydelphus. De wetenschappelijke naam van de soort werd voor het eerst geldig gepubliceerd in 1983 door Rudy Jocqué.